# Ers
Benoît Ers (Luik (stad), 20 juli 1971), of kortweg Ers, is een Belgische striptekenaar. Hij woonde eerst een hele tijd in Ivoorkust omdat zijn vader daar werkte. Nadien verhuisde het gezin richting Frankrijk, naar Sussy-en-Brie en later naar Épinal. Hij studeerde af aan de École des Beaux-Arts van Épinal. In 1988 won hij de stripwedstrijd voor scholieren (Alfred BD scolaire) van Angoulême. Ers vestigde zich in Luik om voor Marsu Productions te werken en werd de assistent van Olivier Saive. Rond dezelfde periode ging hij ook aan de slag als illustrator voor het stripweekblad Spirou.

## Werk
Met Dugomier als scenarist begon hij de reeks Muriël en Schroefje, waarvan tussen 1995 en 2001 zes albums verschenen bij Lombard. Opnieuw met Dugomier begon hij een nieuwe reeks, De duivels van Alexia, waarvan het eerste deel in maart 2004 verscheen bij Uitgeverij Dupuis. In 2008 tekende hij Beauté fatale, een gagstrip over een schoonheidsinstituut (onvertaald in het Nederlands), op scenario van Jean-Louis Janssens bij uitgeverij Vents d'Ouest. Hij tekende ook Hell School en op scenario van Zidrou tekende hij de reeks Moederkillers. Vanaf 2015 tekende hij de reeks Kinderen in het verzet, opnieuw op scenario van Dugomier.

## Prijzen
1988: Alfred BD scolaire van het Festival van Angoulême
De reeks Kinderen in het verzet, die het verhaal vertelt van drie kinderen in de Tweede Wereldoorlog die in het verzet gaan tegen de Duitse bezetter, werd al meermaals bekroond:
- 2015: Prix du Conseil départemental de Loir-et-Cher op het festival Bd BOUM de Blois
- 2015: Prix Cognito de la BD historique
- 2016: Prix des Collèges van het Festival van Angoulême
- 2016: Prix Saint-Michel Humour / Jeunesse